# Mario Paradisi
Mario Paradisi (Acqualagna, 5 marzo 1959) è un allenatore di calcio ed ex calciatore italiano, di ruolo portiere.

## Carriera

### Giocatore
Ha giocato in Serie A con le maglie di Fiorentina, Avellino, Como e Catanzaro; in Serie C1 con le maglie di Catania, Empoli, Carpi e Novara.

### Allenatore
Abbandonata la carriera agonistica, è diventato un preparatore dei portieri, lavorando per Reggina, Perugia, Gualdo, Sambenedettese, Catania, San Marino, Urbino e Cagliari.
Dal settembre del 2008 al giugno del 2009 è stato il preparatore dei portieri del Palermo di Davide Ballardini, col quale aveva già lavorato a San Benedetto del Tronto ed a Cagliari. Il 15 settembre 2009 è tornato ad essere il preparatore dei portieri dei rosanero sotto la nuova gestione di Walter Zenga.
Nella stagione calcistica 2013/14 è stato l'allenatore dei portieri del settore giovanile della Falco Acqualagna nelle categorie Allievi e Giovanissimi. Nel gennaio del 2014 si è trasferito al Bologna, affiancando il tecnico Davide Ballardini fino a fine stagione.